# Sechelt (British Columbia)
Sechelt ist eine Kleinstadt in der kanadischen Provinz British Columbia. Sie befindet sich an der Sunshine Coast gegenüber von Vancouver Island.
Der Ort erstreckt sich am Sechelt Inlet und an der Strait of Georgia, wobei Sechelt Village im Zentrum, West Sechelt im Westen, Tuwanek im äußersten Norden und Wilson Creek im Südosten die Grenzen bilden. Die Pebble Bay eröffnet das Sechelt Inlet nach Norden, Trail Bay bildet die Grenze zur Strait of Georgia. Das Klima ist sehr mild und sonnenreich.

## Geschichte

### Die Sechelt
Sechelt leitet seinen Namen von den Sechelt oder Shishalh ab, einem Stamm der Salish-Sprachgruppe, der auf der östlichen Seite der Strait of Georgia ansässig ist. Sie gehören, wie die Pentlatch und die Comox der Gruppe der nördlichen Küsten-Salish an.
Der erste Kontakt mit Weißen fand statt, als der Missionar Paul Durieu in die Gegend kam. Der Pockenepidemie von 1862 ist wohl beinahe der gesamte Stamm zum Opfer gefallen. Bei den Sechelt führte diese Katastrophe zu einer Massenbekehrung zum Katholizismus.
Bei Chateleech wurde die erste Residential School gebaut. St. Augustine's Residential School wurde am 29. Juni 1904 eröffnet, dort, wo heute das House of Chiefs (Haus der Häuptlinge) steht. 1917 brannte die Schule ab, wurde aber 1922 wieder eingerichtet und existierte bis in die 60er Jahre. Die Sechelt mussten eigenhändig ihre Totempfähle niederbrennen und andere „paraphernalia of the medicine men“. Durieu gründete eine All-Native Brass Band und eine Theatergruppe. Auch ermutigte er zum massiven Holzeinschlag und zum industriellen Fischfang.
1881 lebten noch 167 der einst wohl 5.000 Sechelt. Das „eine große Feuer“, das sich einst vom Gower Point zur Saltery Bay erstreckt hatte, ihre Kultur, Lieder, Gesänge, Tänze, Geschichten und Kunstfertigkeiten waren verloren.
Sie waren 1986 aber auch die erste First Nation in Kanada, die die Selbstregierung (self-government) erreichte.

### Die ersten Siedler

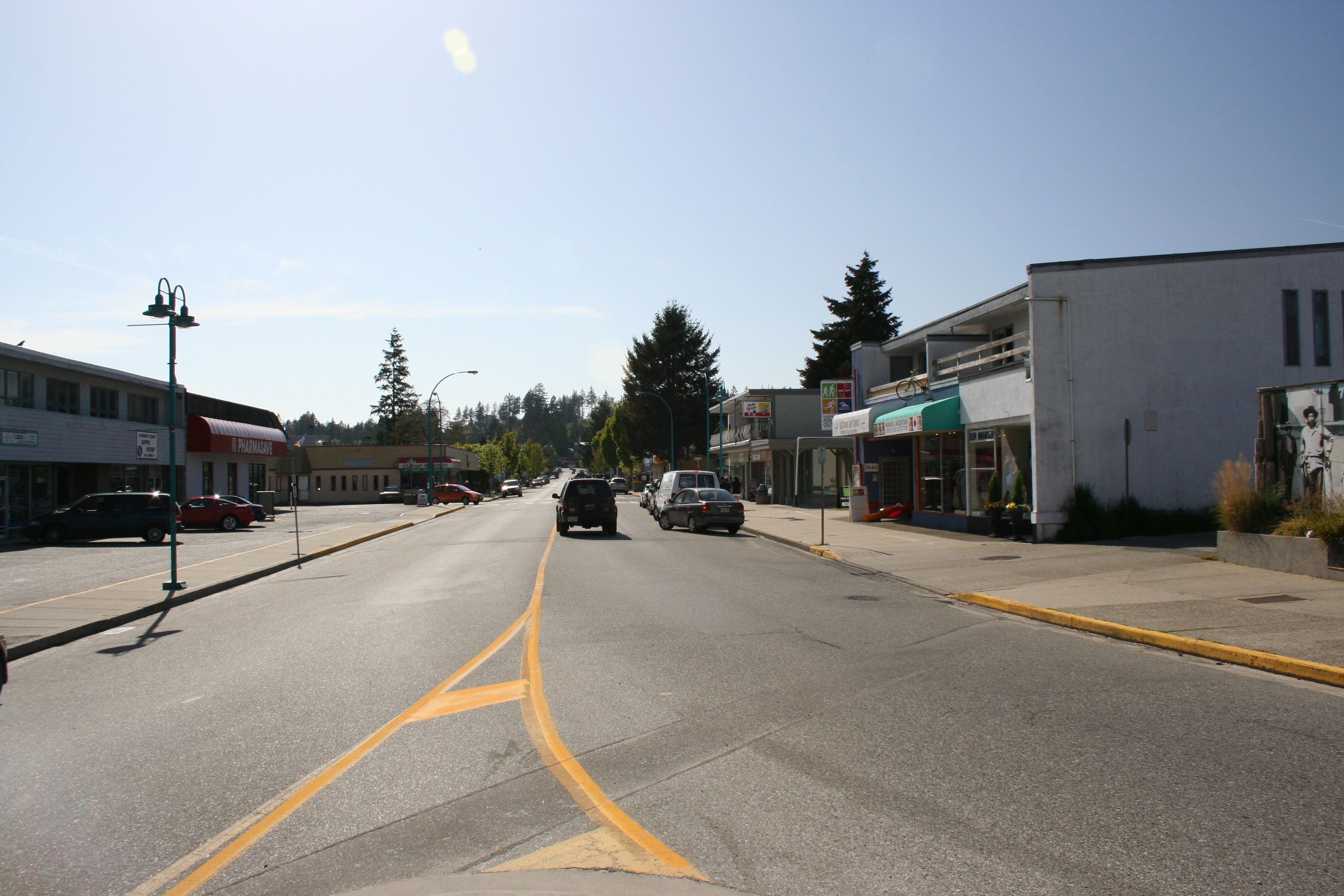
Hauptverkehrsstraße in Sechelt

1869 nahm John Scales, ein britischer Ingenieur, 150 Acre Land an der Trail Bay in Besitz, kaufte später weitere 110 Acre an der Porpoise Bay. Doch zog er nie in die Gegend, sondern verkaufte seinen Besitz an Thomas John Cook und seine Frau Sarah. Sie nannten ihren Besitz Shorncliffe, nach der Gegend, wo Thomas John geboren worden war. Sie gelten als die ersten weißen Siedler.
Nach einem weiteren frühen Siedler, William Jackson Wakefield, wurde der Wakefield Creek benannt.

### Die Whittakers
Alfred und Henrietta Whittaker kamen 1893 mit ihren fünf Söhnen und drei Töchtern nach Sechelt. Alfred Whittaker erwarb Shorncliff, auf dem heute Sechelt steht. Herbert Whittaker, der älteste Sohn, errichtete schon mit 22 einen Laden, den einzigen zwischen Gibsons Landing und Pender Harbour. Dazu baute er ein Hotel mit 21 Zimmern, sowie zwei weitere Hotels, einen größeren Laden, Mietshäuser, einen Tanzpalast, zwei Sägemühlen, zwei Werften, eine Flotte von Dampfbooten. Ab 1906 wohnte er in Beach House. Ihm gehörte praktisch die Stadt, seine Geschäftsmethoden waren berüchtigt. 1912 überredete man ihn, ein kleines Haus als Schule nutzen zu lassen, doch warf er Schüler und Lehrer wieder hinaus, als ihm 7 Dollar pro Monat von einer Telegraphenstation angeboten wurden.
1914 brannte jedoch ein Hotel nieder, 1915 brach seine Werft zusammen. Die Union Steamship Company erwarb jedoch 1917 ein Gebiet auf dem Gelände des heutigen Selma Park, wo sich die All Read Steamship Line eingekauft hatte, und betrieb Dampfboote, wie die S.S. Selma - in scharfer Konkurrenz zu Whittaker. 1915 wurden die ersten Farmen in West Sechelt aufgebaut. 1924 war Whittaker fast pleite. Die Union Steamship Company kaufte seinen Besitz auf und führte sein Konzept fort.
Jiro Konishi kauften ein 32-Acre-Gebiet am Westende der Porpoise Bay. Er lieferte erfolgreich Obst und Gemüse nach Sechelt, starb aber einen Monat nach dem Angriff auf Pearl Harbor. Seine Familie wurde, wie alle Japaner, interniert, die Farm zwangsverkauft.

### Industrien, Tourismus, bauliche Ausdehnung
Die wichtigsten Industrien waren zu dieser Zeit Holzfällerei, Fischerei und Tourismus. 1926 bauten Bryce und Gertrude Fleck die Oneongo Lodge, mit einem Tennisplatz am Meeresufer. 1936 entstand die Rockwood Lodge, die heute als Unterkunft für das jährliche Festival of the Written Arts dient. St. Hilda’s Anglican Church entstand 1936 und die Grundschule 1939.
1952 wurde der Highway 101 fertiggestellt und das ökonomische Zentrum verlagerte sich von der Trail Bay zur Cowrie Street.

## Demographie
2001 hatte die Stadt 7.775 Einwohner, davon rund 240 Indianer (Angehörige von First Nations). 2006 hatte sie bereits 8.454 Einwohner und wuchs bis zur Zählung im Jahr 2011 auf 9.291 Einwohnern an. Die Bevölkerung hatte damit im Vergleich zum Zensus von 2006 um 9,9 % zugenommen, während die Bevölkerung in British Columbia gleichzeitig nur um 7,0 % anwuchs. Mit einem Durchschnittsalter von 53,6 Jahren ist die Bevölkerung hier auch deutlich älter als in der restlichen Provinz, mit 41,9 Jahren.

## Bildung
Sechelt gehört zu School District #46 - Sunshine Coast, welcher seinen Sitz in Gibsons hat. In der kleinen Gemeinde finden sich mehrere Schulen, unter anderem eine elementary school und eine secondary school. Ebenfalls in Sechelt findet sich ein Campus der Capilano University.
Auch in Sechelt gab es eine der Residential Schools, die „Sechelt Indian Residential School“. Dieser Schultyp war speziell für die First Nation eingerichtet worden und ist heute für die schlimmen Zustände in der Schulen bekannt. Die „Sechelt Indian Residential School“ bestand von 1902 bis 1975 und wurde von der katholischen Kirche betrieben.

## Wirtschaft
In Sechelt sind die größten Beschäftigungsbereiche der Bereich Handel, die Bauwirtschaft sowie Gesundheit und Soziales. Die Arbeitgeber sind vielfach nicht in der Gemeinde, sondern die Arbeitnehmer pendeln zur Arbeit auf das Festland, hauptsächlich nach Vancouver.
Das Durchschnittseinkommen aller Beschäftigten aus Sechelt lag im Jahr 2005 bei unterdurchschnittlichen 23.090 C $, während es zur selben Zeit im Durchschnitt der gesamten Provinz British Columbia 24.867 C $ betrug. Der prozentuale Einkommensunterschied zwischen Männern (27.802 C $; Provinzdurchschnitt=31.598 C $) und Frauen (19.459 C $; Provinzdurchschnitt=19.997 C $) fällt in Sechelt, jeweils bezogen auf das durchschnittliche Einkommen aller Beschäftigten der Provinz, unterschiedlich aus. Bei Männern ist der prozentuale Unterschied bezogen auf den Provinzvergleich (~ 1,1-fache des Provinzdurchschnitts) leicht überdurchschnittlich, während Frauen (~ 0,78-fache des Provinzdurchschnitts) ein Einkommen deutlich unter dem Durchschnitt aller Beschäftigten in der Provinz erzielen. Männliche Beschäftigte verdienen hier allerdings nur im Vergleich zum Provinzdurchschnitt aller Beschäftigten mehr, im Vergleich zu allen männlichen Beschäftigten in der Provinz erzielen sie ein geringeres Einkommen (~ 0,88-fache des Durchschnitts aller Männer). Das Einkommen der weiblichen Beschäftigten aus Sechelt liegt im Vergleich zu allen weiblichen Beschäftigten in der Provinz dafür nahezu im Durchschnitt (~ 0,97-fache des Durchschnitts aller Frauen).

## Tourismus und Waldökosysteme
Einige der ältesten Bäume Westkanadas stehen in der Caren Range, nordwestlich von Sechelt. Fast 2000 Jahre alte Red Cedars (Riesen-Lebensbaum) erheben sich in dem Gebiet, das zwischen 800 und 1.300 m Höhe liegt. Der älteste Baum Kanadas (120 n. Chr.) wurde jedoch 1995 gefällt. Hier wurden 1993 und 1994 die fast ausgestorbenen Marmelalke wiederentdeckt. Sie nisten nicht mehr in den Felsen, wie die sonstigen Alke, sondern legen ihre Eier in die riesigen Baumkronen.
1991 wurden die Friends of Caren gegründet, die sich den Schutz des Gebietes zum Ziel gesetzt haben. 1999 wurde der Caren Range Old Growth Forest als Park eingerichtet, der eine Fläche von 2.979 ha umfasst. Er ist auch unter dem Namen Spipiyus Provincial Park bekannt. Die Friends of Caren fordern eine Vergrößerung auf rund 8.000 ha.
Auswirkung auf den Tourismus haben auch die verschiedenen bei Sechelt bzw. überhaupt an der Sunshine Coast gelegenen Provicial Park, wie zum Beispiel der fast am Stadtrand liegende Porpoise Bay Provincial Park oder der nahegelegene Mount Richardson Provincial Park.

## Verkehr
Der Ort ist von Süden nur über den Highway 101 (erst 1952 asphaltiert) entlang der Küste, mit der Fähre über das Langdale Ferry Terminal bei Gibsons oder mittels Flugzeug zu erreichen.
Der Flughafen Sechelt (IATA-Flughafencode: YHS, ICAO-Code: –; Transport Canada Identifier: CAP3) liegt rund 2 km südöstlich der Gemeinde und hat nur eine asphaltierte Start- und Landebahn von nur 732 Meter Länge.
Öffentlicher Personennahverkehr wird mit fünf Buslinien durch das „Sunshine Coast Transit System“ angeboten, welches von BC Transit in Kooperation betrieben wird. Das System bietet neben den drei örtlichen Verbindungen auch eine kurze Regionalverbindung nach Half Moon Bay, sowie eine andere über Gibsons zum Langdale Ferry Terminal.

## Söhne und Töchter der Stadt
- Christine Jensen (* 1970), Jazzmusikerin

## Belege
1. ↑  Statistics Canada: Population and dwelling counts, for Northwest Territories and census subdivisions (municipalities), 2016 and 2011 censuses, abgerufen am 7. Mai 2021
2. ↑  All Data - Sechelt. Census 2001. In: Statistics Canada. 28. Juni 2013, abgerufen am 16. Juli 2014.
3. ↑  2006 Community Profiles - Sechelt. Census 2006. In: Statistics Canada. 6. Dezember 2010, abgerufen am 16. Juli 2014.
4. ↑  Sechelt Community Profile. Census 2011. In: Statistics Canada. 28. April 2014, abgerufen am 16. Juli 2014.
5. ↑  Schools. School District #46 - Sunshine Coast, abgerufen am 16. Juli 2014 (englisch).
6. ↑  Sechelt (St. Augustine’s) Indian Residential School. National Centre for Truth and Reconciliation, abgerufen am 28. Juni 2021 (englisch).
7. ↑  Sechelt Community Facts. BCStats, abgerufen am 16. Juli 2014.
8. ↑  Canadian Airport Charts. (PDF) In: Nav Canada. Abgerufen am 8. Januar 2023 (englisch, Die „Airport Charts“ werden regelmäßig neu veröffentlicht und können unter diesem Link in der aktuellen und der künftigen Version abgerufen werden.).
9. ↑  Sunshine Coast Transit System. BC Transit, abgerufen am 19. Oktober 2020 (englisch).